# Anas luzonica
El ánade filipino, pato filipino o pato de Filipinas (Anas luzonica) es una especie de ave anseriforme de la familia Anatidae endémica de Filipinas.